# Jordan Pepper
Jordan Lee Pepper, né le 31 juillet 1996 à Edenvale dans le Gauteng, est un pilote automobile sud-africain. Il est pilote d'usine officiel Bentley depuis 2016.

## Biographie

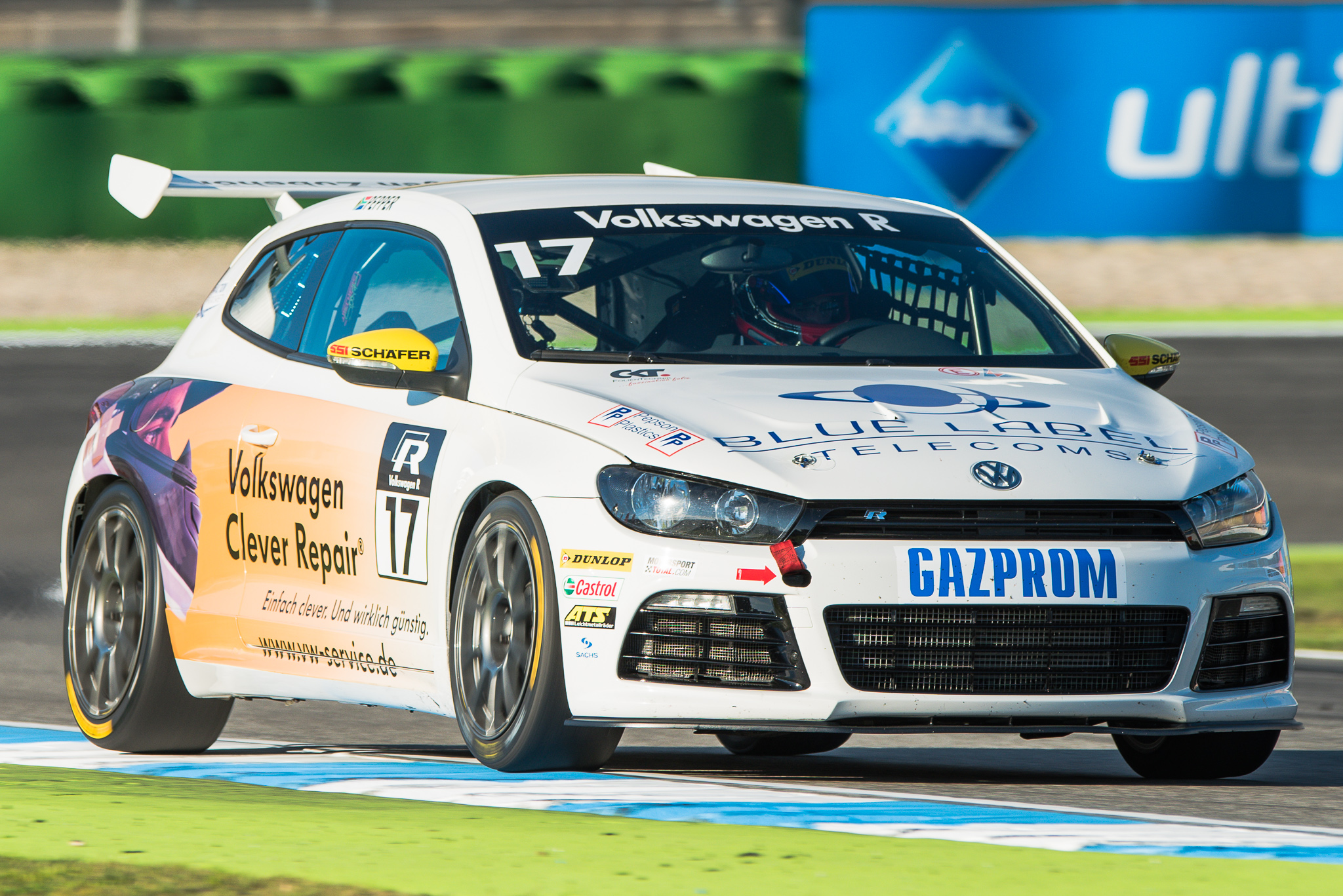
Jordan Pepper en Volkswagen Scirocco R-Cup sur le Hockenheimring en 2014.

Né dans le Gauteng en 1996, Jordan Pepper commence le karting en 2000 et passe à la compétition automobile en 2012 en intégrant le championnat de Volkswagen Polo Cup d'Afrique du Sud, dont il se classe troisième et meilleur débutant. Il rejoint l'Allemagne et le championnat Volkswagen Scirocco R-Cup, course de support du Deutsche Tourenwagen Masters. Troisième dès sa première année, il est sacré champion en 2014 après une saison largement dominée. Après ses performances, il est nommé pour le FIA Institute Young Driver Excellence Academy pour la saison 2015. En 2015, il rejoint le championnat de GT allemand, l'ADAC GT Masters. Il remporte sa première victoire à la dernière course sur le Hockenheimring et finit douzième du général.
En 2016, toujours en ADAC GT Masters, il est recruté par Bentley Motors qui fait alliance avec Abt Sportsline, l'écurie de Pepper la saison précédente. Il participe aussi à des courses de VLN avec Bentley. En 2017, il participe aux 24 Heures du Nürburgring et aux 24 Heures de Spa avec Bentley Team Abt. En 2018, il rejoint en cours de saison Bentley M-Sport pour remplacer Guy Smith, pour faire équipe avec Steven Kane et Jules Gounon en Blancpain GT Series Endurance Cup et en Intercontinental GT Challenge. Avec une nouvelle Bentley Continental GT3 à développer, il monte sur un podium cette année-là. Prolongé en 2019 avec Kane et Gounon, il remporte sa première victoire avec Bentley en Blancpain à l'occasion des 1 000 kilomètres du Castellet.

## Palmarès
- 3e et meilleur débutant en Volkswagen Polo Cup d'Afrique du Sud en 2012
- 3e en Volkswagen Scirocco R-Cup d'Allemagne en 2013
- Champion en Volkswagen Scirocco R-Cup d'Allemagne en 2014
- Vainqueur des 1 000 kilomètres du Castellet en 2019.
- Vainqueur des 24 heures de Spa en 2025

## Vie privée
Jordan Pepper est le fils d'Iain Pepper, pilote de voitures de tourisme en Afrique du Sud, et le petit-frère de Tasmin Pepper, pilote de W Series en 2019.